# Gare de Gennevilliers
Gare de Gennevilliers – stacja kolejowa w Gennevilliers, w regionie Île-de-France, we Francji. Znajdują się tu 2 perony.